# Вьё Саме
Вьё Саме (фр. Vieux Samer, произносится «samé») — мягкий французский сыр, производимый в городе Саме в О-де-Франс, на ферме Prés Saint Wulmer. Относится к сырам с мытой коркой. Типичный сыр северной Франции.
Изготавливается из коровьего молока. Корка белого цвета, мытая. В процессе созревания сыр неоднократно моют и обтирают солёным раствором, чтобы добиться нежной белизны корочки.